# Banco de Tacna

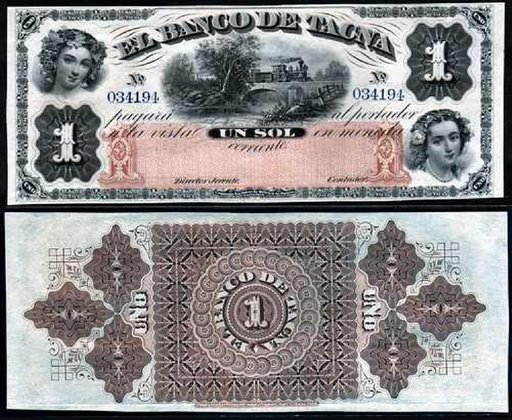
Billete de 1 Sol del Banco de Tacna, de 1872.

El Banco de Tacna fue un banco peruano fundado en la ciudad de Tacna, en marzo de 1872, teniendo como directores a Juan D. Campbell y a Ventura Farfán, y siendo su gerente M.P. Correa, posteriormente, y por muchos años, Carlos Basadre. 
Inició sus operaciones con un capital de 500 mil soles, dividido en acciones de 10 mil soles cada una y tiempo después fue elevado a un millón, entrando en funciones antes de junio de 1872. 
La tasa de descuento que fijó inicialmente fue de 9%, elevándola después al 12%. Ayudó mucho al desarrollo urbano de Tacna a través de los emprésitos que hacía a su municipalidad. 
Sus billetes circularon en Bolivia inclusive. Los billetes que emitió fueron:
| Denominación | Año de circulación | Impreso por |
| ------------ | ------------------ | ----------- |
| ½ sol        | 1872               | CNBB        |
| 1 sol        | 1872               | CNBB        |
| 2 soles      | 1872               | CNBB        |
| 5 soles      | 1872               | CNBB        |
| 10 soles     | 1872               | CNBB        |
| 50 soles     | 1872               | CNBB        |
| 100 soles    | 1872               | CNBB        |

El banco cerró en 1880 por la Guerra del Pacífico, pero abrió nuevamente en 1884 bajo legislación chilena y circularon nuevamente sus billetes, pero esta vez sellados como bolivianos. El banco inició su liquidación el 7 de abril de 1921 conforme a las leyes de Chile, siendo asumido por la Superintendencia de Bancos del Perú el 17 de octubre de 1931.